# Zoë Sofoulis
Zoë Sofoulis (* 1954) ist Adjunct Research Fellow am Centre for Cultural Research der Western Sydney University.
Zu ihren Forschungsinteressen zählen Technologie- und Medientheorie aus Gender-Perspektive, als auch kulturelle Aspekte städtischer Wasserversorgung. Sie publiziert sowohl unter dem Nachnamen Sofoulis als auch unter Sofia.

## Leben
Ihr Bachelorstudium in Kulturwissenschaft absolvierte Zoë Sofoulis 1979 an der Murdoch University. Sie promovierte in Bewusstseinsforschung an der University of California, Santa Cruz in den USA und wurde 1988 für den Californian University Microfilm International Humanities Dissertation Prize nominiert. Bis 1995 war Sofoulis im redaktionellen Beirat der Zeitschrift Australian Feminist Studies.
2001 war sie Gastprofessorin am Marie Jahoda Visiting Chair in International Gender Studies an der Ruhr-Universität Bochum.
2010 erhielt sie ein Forschungsstipendium der National Water Commission für das Projekt „Cross-Connections: Linking Urban Water Managers with Humanities, Arts and Social Sciences Researchers“.
Sofoulis ist Mitglied des TWENTY65-Konsortiums für Wasserforschung und fungierte auf dessen Jahrestagung im April 2018 als Hauptrednerin.

## Forschung
Sofoulis befasste sich zu Beginn ihrer wissenschaftlichen Karriere zunächst viel mit Science-Fiction und Cyberfeminismus. Anschließend wandte sie sich dann praktischen Anwendungen qualitativer kultur- und geisteswissenschaftlicher Perspektiven in solchen Disziplinen zu, die vor allem durch Technologie und Ingenieurwesen bestimmt waren, insbesondere der Infrastruktur urbaner Siedlungswasserwirtschaft. Ihre veröffentlichten Arbeiten trugen dazu bei, eine kulturelle und soziotechnische Perspektive für das Management von Wasser und dessen Nachfrage in Großstädten zu definieren.

### Container Technologies
In ihrem Artikel Container Technologies kritisiert Sofoulis westliche philosophische Vorstellungen von Materie und Raum als passiv, weiblich und unintelligent. Seit der Geburt der modernen Wissenschaft sei die Natur im Westen als „Mutter voller Ressourcen“ (Material, Land, Wissen) bezeichnet worden, die unendlich seien und geplündert werden könnten. Durch globale Technologie- und Industrieunternehmen sei, so Sofoulis, eine weitere materielle „Supermutter“ in Form von immer vorhandenen, „mobilen“ Ressourcen geschaffen worden. So gebe es beispielsweise einen reibungslosen, immerwährenden Zugang zu Lebensmitteln, die eigentlich nur saisonal seien oder in einer ganz anderen Klimazone wachsen würden. Auch der lückenlose Zugang zu (Warm-)Wasser, Gas, Supermärkten, Bankdienstleistungen und Technologien, die den Zugang zu anderen Gütern und Dienstleistungen erleichtern würden, wie Kabelfernsehen, Telefon und E-Mail, gehört nach Sofoulis zu dieser technologischen und mobilen „Supermutter“. Inmitten all dieser scheinbar unendlichen Ressourcen steige aber die Obdachlosigkeit sowohl für Menschen als auch Tiere, deren Lebensräume zerstört oder verschmutzt seien. Heute würden wir die Grenzen der irdischen Ressourcen, die einst als unendlich gegolten hätten, kennen.

Um diese Sichtweise zu verändern, rekonfiguriert Sofoulis Raum, Materie und Umgebendes als (inter-)aktiven Prozess. Sie stützt sich dabei auf technikgeschichtliche Arbeiten, auf kybernetische Erkenntnistheorie, welche die gegenseitige Abhängigkeit von Organismus und Umwelt betont, als auch auf intersubjektivistische psychoanalytische Theorien zur mütterlichen Versorgung. 

„In such a context, focusing on questions of containment and supply in thinking about technology can help draw our attention to the assumptions we make about supply in our own lived world, and to larger questions about sustaining the planetary 'facilitating environment' and avoiding an exhaustion of its supplies, including supplies of future biological diversity in the gene pool.“

Containertechnologien in den Mittelpunkt ihrer Betrachtungen zu stellen, sieht Sofoulis auch als Mittel zur Korrektur von Verzerrungen, die bei der Interpretation von Technologie als phallische Werkzeuge auftauchten. Wenn wir uns nicht mit Fragen der Versorgung und der Containertechnologien befassen würden, so Sofoulis, würden wir den technologischen Charakter der alltäglichen Lebenswelt der urbanen Metropolen, die auf große Versorgungsnetze angewiesen seien, nicht erkennen können.

### Wasserwirtschaft und -management
In ihren Texten zur urbanen Wasserwirtschaft und -management kritisiert Sofoulis die Idee, dass die derzeitige Wasserwirtschaft alle Wassernutzer automatisch zu Kunden mache. In ihrem Vortrag „Misbehaviour, attitudinal problems and unpredictability: The challenges and limits of water customerisation“ auf der TWENTY65 Annual Conference im Jahre 2017, sprach Sofoulis sich gegen die Verwendung des Begriffs „Kunden“ in diesem Kontext aus. Eine Überbetonung des Kundenstatus versteht sie als Verschleierung tatsächlicher Nutzer-Anbieter-Beziehungen, die potenziell auch durch lokales Engagement und partizipative Planung oder Entscheidungsfindung strukturiert werden könnten. Sofoulis bekräftigt dabei, dass es bei der Wassernutzung nicht um Kunden gehe, sondern um Menschen als Mitglieder von Gemeinschaften, Kulturen und Öffentlichkeit.
Wasser versteht Sofoulis als sozialisierendes Mittel, da Gewohnheiten im Umgang und Verbrauch mit Wasser auch Teil der Erziehung seien. Sie analysiert in ihrem Artikel „Big Water, Everyday Water: A Sociotechnical Perspective“, inwiefern domestizierte Wassertechnologien, z. B. Wasserhähne und -Armaturen, verschiedene Arten von Interaktion ermöglichen, verbieten und unser Verhalten vorbestimmen. Außerdem begreift Sofoulis Wasser als sozialisierten Akteur, der in menschlichen Wohnungen auftritt und damit entsprechend Produkt technologischer, kultureller, historischer und geografischer Besonderheiten ist.

## Publikationen (Auswahl)

### Monografien
- Sofoulis, Zoë: Whose Second Self? Gender and (Ir)Rationality in Computer Culture. Geelong: Deakin University Press 1993.

### Als Herausgeberin
- (Hg., mit Marie-Luise Angerer und Kathrin Peters): Future Bodies: Zur Visualisierung von Körpern in Science und Fiction, Wien, New York: Springer-Verlag 2002.

### Artikel
- Sofoulis, Zoë: „Contested Zones: Futurity and Technological Art“, in Women, Art and Technology, ed. by Judy Malloy. 502–522. Cambridge, London: MIT Press 2003.
- Sofoulis, Zoë: „Post-, nicht- und para-Human: ein Beitrag zu einer Theorie soziotechnischer Personalität“, in Future Bodies. Zur Visualisierung von Körpern in Science und Fiction, Hg. von Marie-Luise Angerer, Kathrin Peters und Zoë Sofoulis. 273–300, Wien, New York: Springer-Verlag 2002.
- Sofia, Zoë: „Container Technologies“ in: Hypatia, Band 15, Nr. 2, 181–201, 2000.
- Sofoulis, Zoë: „Virtual Corporeality: A Feminist View“, in: Cybersexualities: A Reader on Feminist Theory, Cyborgs and Cyberspace, ed. by Jenna Wolmark. 55–68. Edinburgh: Edinburgh University Press 1999.